# Каїпкулово
Каїпку́лово (рос. Каипкулово, башк. Ҡайыпҡол) — присілок у складі Учалинського району Башкортостану, Росія. Входить до складу Новобайрамгуловської сільської ради.
Населення — 107 осіб (2010; 117 в 2002).
Національний склад:
- башкири — 100%

## Відомі особистості
В поселенні народився:
- Абдразаков Амір Габдульманович (1934-2008) — башкирський актор, режисер.